# Zajednica država portugalskog govornog područja
Zajednica država portugalskog govornog područja (Comunidade dos Países de Língua Portuguesa - CPLP) je zajednica država gdje je službeni jezik portugalski.

## Osnivanje i države članice
CPLP je 1996. godine osnovalo sedam država: Angola, Brazil, Zelenortska Republika, Gvineja Bisau, Mozambik, Portugal i Sveti Toma i Princip.
Istočni Timor se pridružio zajednici 2002. godine nakon što je dobio nezavisnost od Indonezije.
Države članice:
- Angola
- Brazil
- Zelenortska Republika
- Istočni Timor
- Gvineja Bisau
- Mozambik
- Portugal
- Sveti Toma i Princip

Promatrač:
- Macau (Instituto Internacional de Macau)

## Važnost CPLP-a
U zemljama gdje je službeni jezik portugalski živi 223 milijuna ljudi. Teritorij koji CPLP pokriva je velik 10,742.000 km2. Otkad je CPLP osnovan pomogao je riješiti probleme u Svetom Tomi i Principu i Gvineji Bisau uzrokovane državnim udarom. Zajednica je pomogla riješiti ekonomske i demokratske probleme u te dvije zemlje. Vođe CPLP-a vjeruju da će mir u Angoli i Mozambiku i nezavisnost Istočnog Timora pomoći daljnjem razvoju i jačanju Zajednice.

## Organizacija Zajednice
Na čelu CPLP-a je Izvršni tajnik koji je odgovoran za izradu i provedbu projekata Zajednice. Nalazi se u Lisabonu u Portugalu. Izvršni tajnik ima mandat od dvije godine.
Zajednicu većinom financiraju države članice.

## Glavni ciljevi
- CPLP-ov HIV-SIda Program – stvoren da pomogne 5 afričkih članica
- Centar za razvoj poduzetničkih sposobnosti – utemeljen u mjestu Luanda, Angola
- Centar za razvoj javne administracije – utemeljen u mjestu Maputo, Mozambik
- Centar za Istočnotimorske službene jezike
- Conferencija o malariji – održat će se u Svetom Tomi i Principu
- Cenzus portugalskog jezika
- Digitalna škola i sveučilište
- Izborna misija u Gvineji Bisau
- Hitan projek za potporu obvnove institucija u Gvineji Bisau
- Obnova Istočnotimorskog sudstva i administracije
- Borba protiv siromaštva i gladi

## Glavni tajnici
| Ime                               | Preuzeo dužnost   | Otišao s dužnosti       | Zemlja                |
| Marcolino Moco                    | 17. srpnja 1996.  | srpanj 2000.            | Angola                |
| Dulce Maria Pereira               | srpanj 2000.      | 1. kolovoza 2002.       | Brazil                |
| João Augusto de Médicis           | 1. kolovoza 2002. | travanj 2004.           | Brazil                |
| Zeferino Martins                  | travanj 2004.     | srpanj 2004.            | Mozambik              |
| Luís de Matos Monteiro da Fonseca | srpanj 2004.      | trenutno obnaša dužnost | Zelenortska Republika |

## Sloboda kretanja
Osam država portugalskog govornog područja potpisala su sporazum o prekograničnom kretanju njihovih stanovnika, kao i prava na medicinsku skrb i boravak.
Zamisao o zajedničkom državljanstvu je propala zato što se nisu slagali Mozambik i Angola. Statut koji je već na snazi između Brazila i Portugala bi pružao jednaka civilna i politička prava za stanovnike bilo koje od država članica CPLP-a.

## Druge zemlje i teritoriji
Neki Galicijanci iz autonomne pokrajine Galicije u Španjolskoj žele sudjelovati u ovoj zajednici zato što je njihov jezik, galicijski, blisko povezan s portugalskim (praktički je galicijski dijalekt portugalskog). Sličan slučaj se dogodio i u Istočnom Timoru. Istočni Timor je prije nezavisnosti imao status promatrača. 
Kad je CPLP osnovan, Ekvatorska Gvineja je zatražila status promatrača. Ekvatorska Gvineja ima neka područja u kojima se govori kreolski portugalski, a i kulturno je vezana s Portugalom i Svetim Tomom i Principom. Isto tako zemlja surađuje s afričkim državama portugalskog govornog područja i Brazilom u obrazovanju. Na summitu u srpnju 2004. u Republici Sveti Toma i Princip je dogovoreno da se Ekvatorska Gvineja u skoro vrijeme primi u CPLP kao promatrač. Maroko i Makao su također zainteresirani za status promatrača.
Instituto Internacional de Macau iz Makaa ima status promatrača u Zajednici. Njegov je cilj da upozna mladež Makaa s narodima i kulturom članica CPLP-a, tako da učvrsti svoj identitet teritorija unutar Kine

## Vanjske poveznice
- Službena stranica CPLP-a (na portugalskom)
- Seminário da CPLP  Arhivirana inačica izvorne stranice od 19. ožujka 2004. (Wayback Machine) - Kultura i razvoj CPLP-a (na portugalskom)